# 흡강류
흡강류(Sorbeoconcha)는 신생복족류에 속하는 복족류 분류군의 하나이다. 주로 해양 종이다.
1997년 폰더(Winston Ponder)와 린드버그(David R. Lindberg)가 흡강류라는 명칭을 부여했다.

## 분류

### 1997년 분류
폰더(Ponder)와 린드버그(Lindberg)는 흡강목(Sorbeoconcha) 아래에 다음과 같이 아목을 분류했다.
- 반족아목 (Discopoda), P. Fischer, 1884
- Murchisoniina, Cox & Knight, 1960
- 고복족목 (Hypsogastropoda), Ponder & Lindberg, 1997
- 짜부락고둥아목 (Cerithiimorpha), Golikov & Starobogatov, 1975

### 2005년 분류
2005년, 부쉐와 로크루와의 복족류 분류에서는 흡강류를 신생복족류 아래에 일종의 미확인 분류로 분류했다.
짜부락고둥상과, 캄파닐레상과, 비공식군 급익설류와 신복족류 분류를 포함하고 있다.
다음의 멸종된 과는 특정한 상과로 분류하지 않았다.
- † Acanthonematidae Wenz, 1938
- † Canterburyellidae Bandel, Gründel & Maxwell, 2000
- † Prisciphoridae Bandel, Gründel & Maxwell, 2000